# Madea - Protezione testimoni
Madea - Protezione testimoni (Madea's Witness Protection) è un film del 2012 diretto da Tyler Perry.
Film commedia statunitense sceneggiato dallo stesso regista Perry che ne è anche il protagonista.

## Trama
George Needleman, dirigente e padre di famiglia, viene incastrato quando si scopre che l'azienda per cui lavora, a sua insaputa, ricicla denaro della malavita. Per proteggere lui e i suoi familiari dalla mafia, il procuratore li nasconde a casa della sua stravagante zia, Mabel "Madea" Simmons.

## Sequel
- Madea's Big Happy Family (2011)
- Madea: il ritorno (2022)